# نظرة شرعية
النظرة الشرعية عند المسلمين تعرف على أنّها رؤية عاقدي الخطبة لبعضهما البعض من بعد طلب الزواج، وتكون النظرة الشرعيّة قبل الاتفاق بين الطرفين والسير بأمور الزواج، حيث أباح الله هذه النظرة، وسنّها النبي محمد وندب إليها، لتتضح الكثير من الأمور أمام المقدمين على الزواج، ويجب أن تتمّ هذه النظرة بوجود أهل الفتاة وبعد موافقتهم، ويمكن للخاطبين الجلوس بحضور أحد محارم الفتاة مثل والدها أو أخوها معهما للحديث والتشاور ليتمكّنا من تشكيل صورة فكريّة كاملة عن بعضهما البعض.

## الأدلة مِنَ السُّنَّة
1- عن أبي هُريرةَ رَضِيَ اللَّه عنه قال: ((كنتُ عند النبيِّ ﷺ، فأتاه رجلٌ فأخبَرَه أنَّه تزوَّجَ امرأةً مِن الأنصارِ، فقال له رسولُ اللَّه ﷺ: أنظَرْتَ إليها؟ قال: لا. قال: فاذهَبْ فانظُرْ إليها؛ فإنَّ في أعيُنِ الأنصارِ شَيئًا))
2- عن المُغيرةِ بنِ شُعبةَ رَضِيَ اللَّه عنه: ((أنَّه خطبَ امرأةً، فقال النبيُّ ﷺ: انظُرْ إليها؛ فإنَّه أحرى أن يُؤدَمَ بينكما))

## حدود نظر الخاطب إلى المخطوبة
اختلف العُلَماءُ في حدودِ نظَرِ الخاطِبِ إلى المخطوبةِ؛ على قولينِ:
ََّالقول الأولََّ: يَنظُرُ إلى الوَجهِ والكفَّينِ، وهو مَذهَبُ المالِكيَّةِ، والشَّافِعيَّةِ وذلك لدَلالةِ الوَجهِ على الحُسنِ، والكَفَّين على الجسَد.
ََّالقول الثانيََّ: يجوزُ النظَرُ إلى ما ظهَرَ غالِبًا، كالوَجهِ، والكَفَّين، والرَّقَبةِ، والقَدَمِ، وهو مَذهَبُ الحَنابِلةِ.
وذلك للآتي:
أوَّلًا: أنَّ النبيَّ ﷺ لَمَّا أذِنَ في النظَرِ إليها من غيرِ عِلمِها، عُلِمَ أنَّه أذِنَ في النظَرِ إلى جميعِ ما يظهَرُ عادةً؛ إذ لا يمكِنُ إفرادُ الوَجهِ بالنظَرِ مع مُشاركةِ غَيرِه له في الظُّهورِ.
ثانيًا: لأنَّها امرأةٌ أباح الشَّارِعُ النَّظَرَ إليها، فينظُرُ إلى ما يظهَرُ غالِبًا، كذَواتِ المحارِمِ.
ثالثًا: لأنَّه يظهَرُ غالِبًا، فأُبيحَ النَّظَرُ إليه كالوَجهِ

## الحكمة من تشريعها
شرع الإسلام للرجل النظر إلى مخطوبته قبل الزواج من أجل أن (يؤدم بينهما) لتدوم المودة والعشرة والوفاق بين الزوجين، وهنا إشارة إلى التآلف القلبي بين الطرفين، ولكي يرى الخاطب من مخطوبته ما يرغبه في نكاحها، وحتى تستبين له هيئة المخطوبة وصفتها جيدًا، فلا يندم بعد ذلك على نكاحها، وهنا تتبين الحكمة من النظر، قال العالم (ابن باز): «لأن ذلك أقرب إلى التوفيق وحسن العاقبة وهذا من محاسن الشريعة التي جاءت بكل ما فيه صلاح للعباد وسعادة المجتمع في العاجل والآجل».
وقد يؤدي عدم رؤية المخطوبة قبل الزواج في كثير من الأحيان إلى عدم الوفاق ومن ثم الطلاق، لأن النظرة الشرعية فيها فائدة عظيمة، فقد يرتاح الخاطب إلى مخطوبته وتقبلها نفسه زوجة له، وقد لا يكون ذلك، ومن هنا جاءت السنة تبيح تلك النظرة. قال ابن باز: «لا شك أن عدم رؤية المرأة قبل النكاح قد يكون من أسباب الطلاق إذا وجدها خلاف ما وصفت له».

## كيف تكون النظرة الشرعية
- المحرم: لا تجوز النظرة الشرعية بدون وجود محرم للمرأة، فتكون برؤية الرجل لخطيبته في وجود أحد محارمها لأنها ما زالت بحكم المرأة الغريبة عن هذا الرجل الخاطب، أو بوجود أحد أهل الرجل الخاطب مثل أمه أو أخته.
- الوضوح وعدم الغش: من أكبر المشاكل التي تبدأ بها الحياة الزوجية هي الغش والكذب في هذه النظرة الشرعية، إذ إنّ من شروط النظرة الشرعية الصحيحة أن تكون قائمة على الصدق بين الطرفين ومخافة الله، والبعد عن الزور والنفاق تمامًا، مثل أن تضع المرأة على وجهها المساحيق التجميلية لتخفي العيوب التي في بشرتها، أو أنّ يدعي الرجل ويتكلف بعض الصفات والطباع التي ليست فيه.
- صلاة الاستخارة: يُسنُّ أداء صلاة الاستخارة من قبل الطرفين الفتاة والشاب؛ لأجل الاستعانة بالله وحده في تيسير الأمر بينهما بعد الأخذ بالأسباب، فهو سبحانه العالم بالغيوب وما تخفيه الصدور، ولأخذ قرار صائب يعتمد على العقل والقلب معًا، وأخذ البعد الاجتماعي بعين الاعتبار.
- النية الصادقة: أن تكون النية من النظرة الشرعية صادقة وخالصة لله وحده بغرض تأليف القلوب وزرع المودة بينهما، ولهذا يجب أن تكون قائمة على الصدق والحقيقة، وأن الهدف منها هو البدء الرسمي والشرعي في خطوات الزواج.